# Russula subterfurcata
Russula subterfurcata är en svampart som beskrevs av Romagn. 1967. Russula subterfurcata ingår i släktet kremlor och familjen kremlor och riskor.   Inga underarter finns listade i Catalogue of Life.

## Bildgalleri